# Javier López Fernández
Javier López Fernández (Madrid, 11 de novembre de 1985), més conegut com a Javi López, és un jurista i polític català. És eurodiputat i Vicepresident del Parlament Europeu. En el Parlament Europeu, és membre titular de la Comissió de Medi Ambient, Clima i Seguretat Alimentària, de la Comissió de Seguretat i Defensa, i de l'Assemblea Parlamentària Euro-Llatinoamericana (EuroLat).
A més, és membre de la Presidència del Partit Socialista Europeu i membre nat de la Comissió Executiva del Partit dels Socialistes de Catalunya (PSC).

## Biografia
Va néixer a Madrid, però va créixer a la ciutat de Barcelona. És llicenciat en Dret per la Universitat Pompeu Fabra (2008) i va cursar el màster de Lideratge per a la Gestió Política i Social a la Universitat Autònoma de Barcelona (2009).
Ha realitzat el programa executiu Senior Executives in National and International Security a la Harvard Kennedy School-Executive Education (2018) i els cursos executius Climate Change: Economics and Governance (2020) i Macroeconomic challenges of global imbalance (2016) a la London School of Economics-Executive School.
Ha estat professor visitant d'Història i Debats Actuals de la UE a Blanquerna-Universitat Ramon Llull (2017-2022). Va ser col·laborador de la matèria Institucions del Dret Comunitari a la Universitat Pompeu Fabra (2009). Publica regularment articles d'anàlisi i opinió a mitjans de comunicació i publicacions especialitzades.

## Activitat política
Diputat al Parlament Europeu des de 2014, forma part del Grup de l'Aliança Progressista de Socialistes i Demòcrates. És membre nat de la Comissió Executiva del Partit dels Socialistes de Catalunya (PSC) i forma part de la seva Comissió Permanent. També és membre de la presidència del Partit Socialista Europeu en representació del PSOE des de 2018.

### Parlament Europeu (2014-2019)
En les eleccions al Parlament Europeu de 2014, va ser elegit eurodiputat; va ser el diputat més jove dels elegits a Espanya en aquestes eleccions i el candidat del Partit dels Socialistes de Catalunya després de guanyar les primàries organitzades pel seu partit amb el 68,56% dels vots.
Durant la VIII legislatura del Parlament Europeu va ser membre titular de la Comissió d'Ocupació i Assumptes Socials i membre suplent de la Comissió d'Assumptes Exteriors on va formar part de les Missions d'Observació Electoral de la UE a les eleccions presidencials de Tanzània de 2015 i va actuar com a cap de la delegació del Parlament Europeu a les eleccions legislatives i municipals d'El Salvador de 2018.
A més, va ser titular de l'Assemblea Parlamentària Euro-Llatinoamericana i suplent a la Comissió Parlamentària Mixta UE-Turquia i la Delegació per a les Relacions amb Mercosur.

### Parlament Europeu (2019-2024)
Va ser copresident de l'Assemblea Parlamentària Euro-Llatinoamericana (EuroLat) (2019-2024). Va ser Cap de la Missió d'Observació Electoral de la UE a les eleccions presidencials i legislatives de Colòmbia de 2022 i membre de la Delegació del Parlament Europeu de la MOE a les eleccions regionals i municipals de Veneçuela de 2021.
A la IX legislatura del Parlament Europeu també va ser membre titular de la Comissió de Medi Ambient, Salut Pública i Seguretat Alimentària on va ser ponent de l'Informe d'implementació de les “Directives sobre la qualitat de l'aire ambient: Directiva 2004/107/CE i Directiva 2008/50/CE” i de l'Informe legislatiu de la "Directiva de la qualitat de l'aire.”
I com a membre de la Subcomissió de Seguretat i Defensa, ponent dels informes sobre “la Unió i la defensa del multilateralisme” i sobre la “Capacitat de Desplegament Ràpid de la UE, els grups de combat de la UE i l'article 44 del TUE: pròximes etapes”.

### Parlament Europeu (2024)
En les eleccions al Parlament Europeu de 2024, Javi López va ser reelegit eurodiputat després de tornar a ser el candidat del Partit dels Socialistes de Catalunya, un cop més, integrat a la candidatura del PSOE. Amb l'inici de la legislatura, va ser elegit vicepresident novè del Parlament Europeu. Entre les seves responsabilitats com a vicepresident del Parlament estan: el pressupost, els partits polítics europeus i les fundacions polítiques europees o el seu paper com a substitut de la presidenta per a Amèrica Llatina.
En la X legislatura del Parlament Europeu, és membre titular de la Comissió de Medi Ambient, Canvi Climàtic i Seguretat Alimentària, de la Comissió de Seguretat i Defensa, i de l'Assemblea Parlamentària Euro-llatinoamericana (Eurolat). Així mateix, és membre suplent de la Comissió d'Afers exteriors.
A més, participa com a membre titular en la Comissió Parlamentària Mixta Mèxic–UE i com a membre suplent en la Delegació per a les Relacions amb la República Popular de la Xina.

### Altres afiliacions
També és membre del Consell del think tank europeu European Council on Foreign Relations (ECFR) i del Patronat de la Fundació Rafael Campalans.